# Pandanus

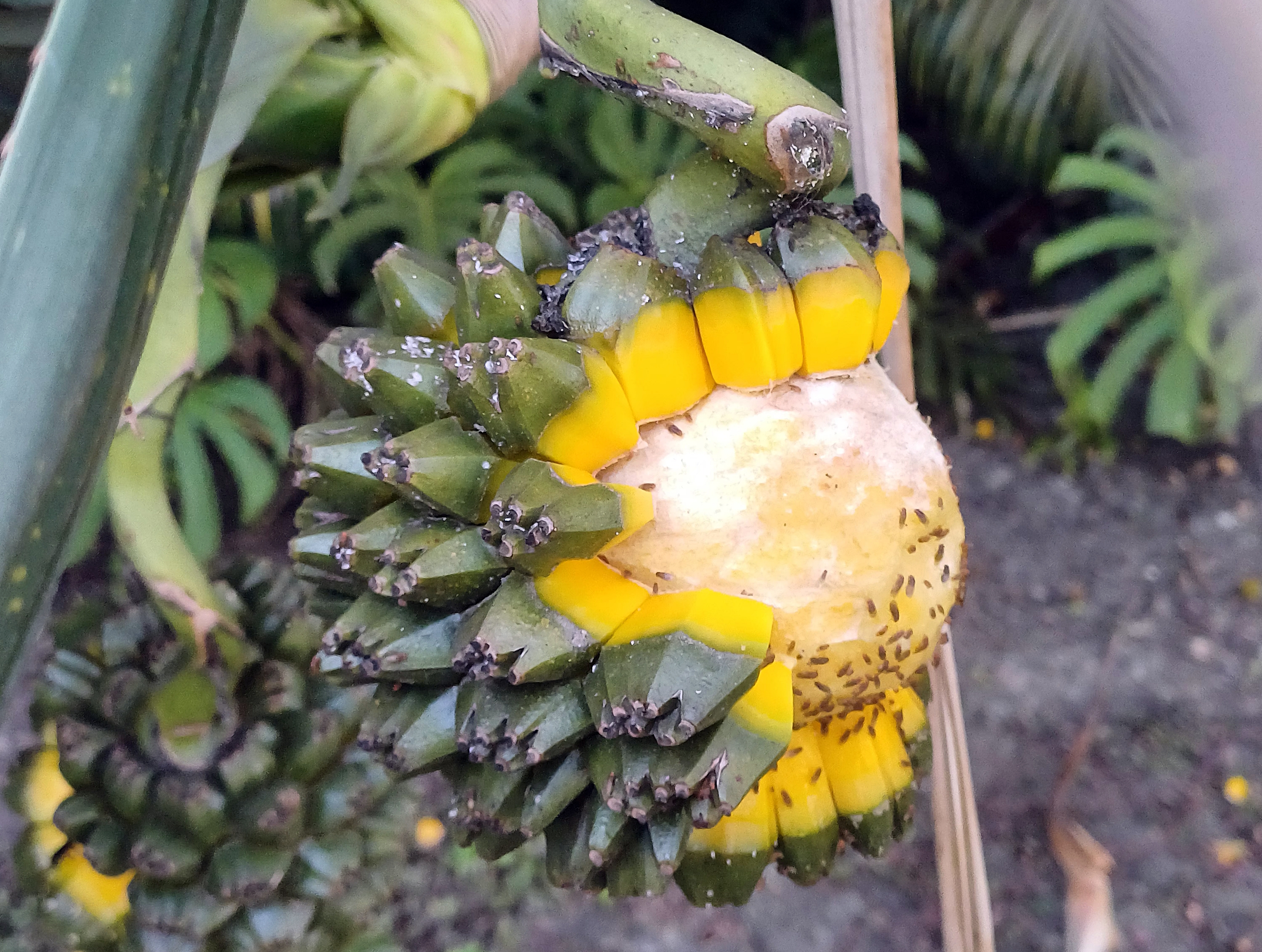
Fruto maduro de Pandanus spp

Pandanus (vernacular, pandano) é um género botânico pertencente à família Pandanaceae.

## Espécies
- P. affinis
- P. aldabraensis
- P. amaryllifolius
- P. atrocarpus
- P. austrosinensis
- P. balfourii
- P. baptistii
- P. boninensis
- P. butayei
- P. carmichaelii
- P. clandestinus
- P. conoideus
- P. copelandii
- P. corallinus
- P. decastigma
- P. decipiens
- P. decumbens
- P. dubius
- P. fascicularis
- P. furcatus
- P. graminifolius
- P. gressitii
- P. halleorum
- P. humilis
- P. hornei
- P. joskei
- P. kajui
- P. labyrinthicus
- P. lacuum
- P. leram
- P. linguiformis
- P. luzonensis
- P. microcarpus
- P. multispicatus
- P. nepalensis
- P. odoratus
- P. palustris
- P. papenooensis
- P. parvicentralis
- P. parvus
- P. petersii
- P. polycephalus
- P. punicularis
- P. pygmaeus
- P. pyramidalis
- P. sanderi
- P. sechellarum
- P. spiralis
- P. taveuniensis
- P. tectorius
- P. temehaniensis
- P. teuszii
- P. thomensis
- P. utilis
- P. vandermeeschii
- P. veitchii
- P. verecundus
- P. whitmeeanus

P. odoratissimus é usado para P. fascicularis ou P. tectorius.